# Ulmus crassifolia
Ulmus crassifolia är en almväxtart som beskrevs av Thomas Nuttall. Ulmus crassifolia ingår i släktet almar, och familjen almväxter. Inga underarter finns listade i Catalogue of Life.
Denna alm förekommer i USA i delstaterna Arkansas, Louisiana, södra Oklahoma, östra Texas och i angränsande områden av Mexiko. Små populationer registrerades i Florida, Mississippi och Tennessee. Arten liknar i torra områden mer en buske som blir upp till 6 meter hög. I fuktiga regioner bildar Ulmus crassifolia upp till 30 meter höga träd. Den ingår ofta i galleriskogar. Arten hittas även i blandskogar tillsammans med träd av eksläktet, Juniperus ashei och bäralm. Växten blommar i augusti och september. Trädets frön sprids främst av vinden och de äts av olika fåglar. Ulmus crassifolia kan uthärda frost.
Trädet drabbas ibland av almsjuka men den påverkas inte lika starkt som andra medlemmar av samma släkte. Ulmus crassifolia är fortfarande vanligt förekommande. IUCN listar arten som livskraftig (LC).

## Bildgalleri

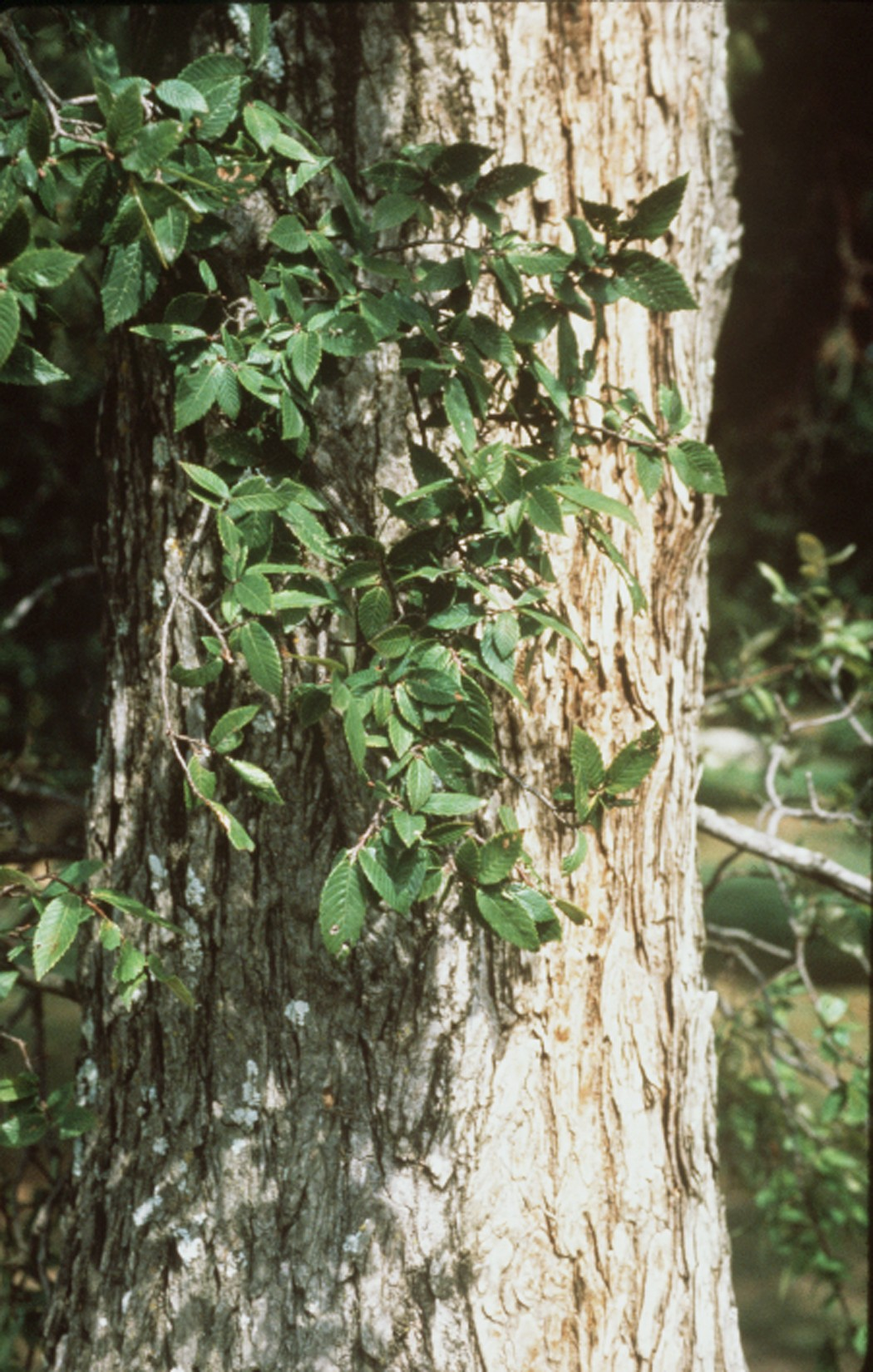